# Partito Cristiano-Nazionale dei Contadini e dei Rurali
Il Partito Cristiano-Nazionale dei Contadini e dei Rurali (in tedesco Christlich-Nationale Bauern- und Landvolkpartei o CNBL) è stato un partito politico agrario della Repubblica di Weimar. Si sviluppò per scissione dal Partito Popolare Nazionale Tedesco (DNVP) nel 1928.

## Storia
Il gruppo era emerso dopo le elezioni federali tedesche del 1928 in cui il DNVP aveva subito delle perdite. In risposta, il partito nominò leader il componente della destra radicale Alfred Hugenberg e adottò una politica di opposizione alla Repubblica di Weimar. Il partito in precedenza era stato critico, ma ampiamente coinvolto nel sistema. Le idee di Hugenberg ottennero sostegno tra i grandi proprietari terrieri, ma molti dei proprietari più piccoli, associati al DNVP, furono allarmati dal cambiamento e, sotto la direzione di Karl Hepp, leader del Landbund in Assia-Nassau, uscirono per formare il proprio partito. Il nuovo gruppo aveva sede in Assia e in Turingia. Era parte di un più ampio tentativo, da parte delle classi medie, di affermare i propri interessi economici tra la metà e la fine degli anni 1920 fondando i propri partiti, piuttosto piccoli, tra cui il Partito dei contadini tedeschi e nelle aree urbane il Partito del Reich per i Diritti civili e la deflazione e il Partito del Reich della classe media tedesca. 
Nel 1928 il partito partecipò alle elezioni, in coalizione con il Partito Tedesco di Hannover, ottenendo nove seggi individualmente e 13 per la coalizione. Nelle Elezioni federali tedesche del 1930 aumentò la sua quota fino a raggiungere un massimo di 19 seggi come parte di un gruppo Deutsches Landvolk che conquistò 26 seggi e includeva gli Hannover, il Partito popolare conservatore e un gruppo più piccolo che utilizzava il nome Konservative Volkspartei und Deutsch-Hannoversche Partei. Sotto il nome di Deutsches Landvolk fece parte del blocco del Partito Popolare Nazionale Tedesco nelle Elezioni federali tedesche del luglio 1932 e riuscì a ottenere un solo seggio. Il partito fu eliminato dal Reichstag alle Elezioni federali tedesche del novembre 1932.